# Black Dots
Black Dots è una raccolta delle primissime tracce del gruppo hardcore punk statunitense Bad Brains, registrate agli Inner Ear Studios nel 1979.

## Tracce
1. Don't Need It - 1:58 (Bad Brains)
2. At the Atlantis - 1:58 (Bad Brains)
3. Pay to Cum - 2:02 (Bad Brains, Dr. Know, Phil Hudson, Daryl Jenifer)
4. Supertouch/Shitfit - 3:02 (Bad Brains)
5. Regulator - 1:28 (Bad Brains)
6. You're A Migraine - 1:41 (Bad Brains)
7. Don't Bother Me - 2:36 (Bad Brains, Know, Hudson, Jenifer)
8. Banned in D.C. - 2:47 (Bad Brains)
9. Why'd You Have to Go? - 2:55 (Bad Brains)
10. The Man Won't Annoy Ya - 2:42 (Bad Brains)
11. Redbone in the City - 2:06 (Bad Brains)
12. Black Dots - 1:12 (Bad Brains)
13. How Low Can a Punk Get? - 2:39 (Bad Brains, Know, Hudson, Jenifer)
14. Just Another Damn Song - 1:37 (Bad Brains)
15. Attitude - 1:39 (Bad Brains)
16. Send You No Flowers - 1:53 (Bad Brains)

## Formazione
- H.R. - voce
- Dr. Know - chitarra
- Darryl Jenifer - basso
- Earl Hudson - batteria

## Crediti[2]
- Bad Brains - produzione
- Don Zientara - ingegnere del suono
- Anthony Countey - missaggio
- Sean Green - missaggio
- Howie Weinberg - mastering